# معركة مضيق أطرانط (1917)
معركة مضيق أطرانط هي معركة بحرية خلال الحرب العالمية الأولى وقعت في 14 مايو 1917 .

## السياق
مضيق أطرانط ، الواقع بين كورفو وكعب شبه الجزيرة الإيطالية ، هي الممر الذي يسمح بالمرور من البحر الأدرياتيكي إلى البحر الأبيض المتوسط .
خلال الحرب العالمية الأولى، سعى الحلفاء إلى إغلاق هذا المضيق لمنع البحرية النمساوية المجرية من الوصول إلى البحر الأبيض المتوسط وتعطيل حركة المرور هناك. يتكون حاجز أوترانتو من ألغام بحرية ، ودوريات سفن صيد مسلحة، بالإضافة إلى القوات السطحية المتمركزة بشكل أساسي في برينديزي . إنه بعيد عن أن يكون محكم الإغلاق ويهدف قبل كل شيء إلى جعل مرور الغواصات النمساوية المجرية أمرًا صعبًا. : محاولة من قبل 4 بوارج النمساوية المجرية تعتبر غير مرجحة .
يبلغ طول الحاجز، من الناحية النظرية، 60 ميل بحري أي 32 كم، تتمركز في موازاة أطرانط. وهي مقسمة إلى 3 مناطق. في الشمال الإيطاليون. في الوسط البريطانيون. من الجنوب الفرنسيين. الأولين تحت القيادة الإيطالية، ويبقى الفرنسيون تحت قيادتهم. هذا التعدد في الجنسيات والأوامر لا يقوي من فعالية الحاجز.
بالنسبة للنمسا المجريين والألمان الذين يأتون لتعزيزهم، فإن مرور الحاجز هو «مزعج»  ، لكنها ليست صعبة. تمر السفن دون مواجهة عقبات، أو عندما تصادف خصومًا، فإنها نادرًا ما تكون بحجم يثير قلقهم.
لا ينبغي أن نستنتج من هذا أن الحاجز لا جدوى منه. على سبيل المثال، في 13 مايو 1916 ، تم القبض على الغواصة U-6 في شبكة، وظهرت على السطح وأطلقت عليها سفن الصيد ؛ في 30 يوليو، تم قصف الغواصة UB-44 وغرقها ؛ في 17 أكتوبر، وتم غرق U-16 .
وقعت مناوشات عديدة طوال الحرب. هذه إما سفن عابرة أو غارات شنها نمساويين المجريين لتدمير الحاجز. وقعت أهم معركة من بين كل هذه المناوشات في 15 مايو 1917.

## انظر أيضا

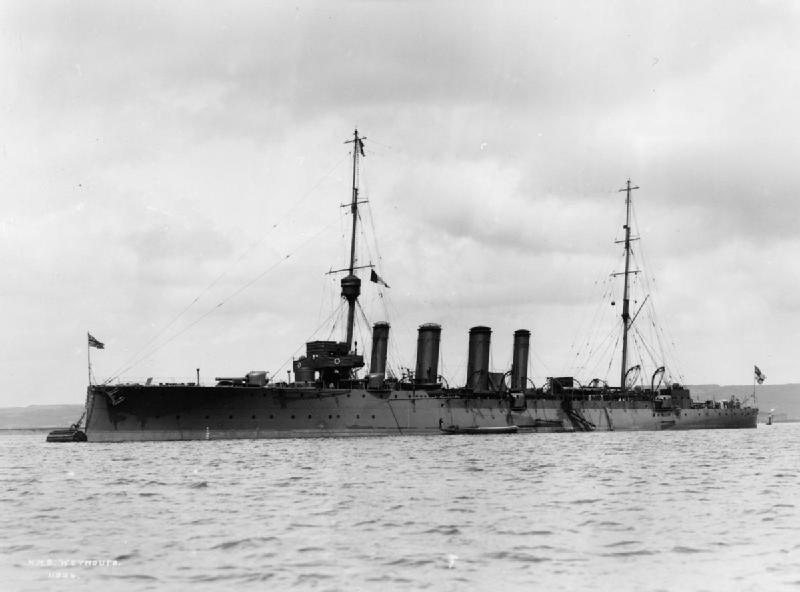
كانت HMS Dartmouth واحدة من هذا النوع من طرادات فئة المدينة.

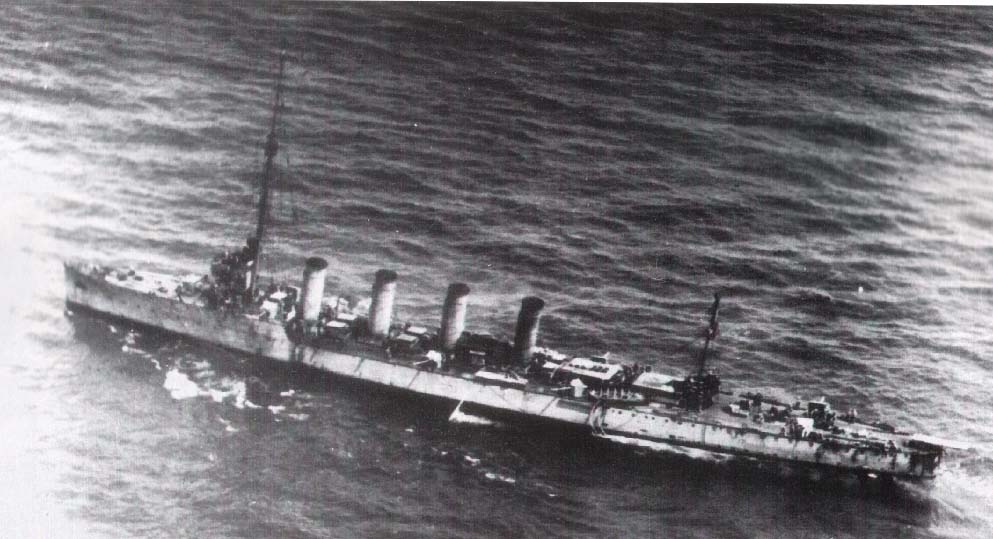
الطراد نوفارا ، تضررة بعد القتال